# Samuel Herzfeld
Pour les articles homonymes, voir Herzfeld.
Samuel Herzfeld est un écrivain belge.
Économiste de formation, il est l'auteur du livre Jürgen Löwenstein, destin d'un enfant juif de Berlin, publié aux Éditions Jourdan en 2022,. Cet ouvrage est une biographie de Jürgen Löwenstein, survivant de la Shoah.